# Fortunato María de San Pablo
Venerable Fortunato María de San Pablo C.P. (Roccavivi, San Vincenzo Valle Roveto, Dos Sicilias, 3 de marzo de 1826 -  Falvaterra, 28 de diciembre de 1905) fue un Presbítero napolitano conocido en el Mundo como  El Santo Cura de Ars Versión Pasionista. Su nombre real fue Pablo de Gruttis.

## Biografía
Nació en Roccavivi, Dos Sicilias el 3 de marzo de 1826 en una familia rica y sumida en la opulencia pero muy católica ya que tenían negocios en Nueva York y México.
Fue el primero de seis hijos de Pablo de Gruttis y Angela Colone y de hecho de tres de sus hermanos se convirtieron en Sacerdotes eminentes de la orden benedictina y los otros en grandes padres de familia, a los 13 años 10 de octubre de 1839 se recibió la Confirmación en la iglesia cercana.
Cuando tuvo 20 años se metió al seminario diosesano del cual se saldría 6 años después para meterse con los pasionistas de Sora donde sería ordenado de Sacerdote y a quien tenía como grandes ejemplos a seguir son Juan María Vianney y Gabriel de la Dolorosa y seguiría fielmente el ejemplo de Juan María tanto que se le conocerá contemporáneamente como El Santo Cura de Ars Versión Pasionista.
Debido a las presecuciones y guerras Italianas todas las órdenes religiosas trabajaban en la clandestinidad esto incluía a la Congregación de la Pasión pero eso no le excluyó a ganarse la fama de buen confesor.
Toda la gente se peleaba por tenerlo como confesor y acudían en masas para confesarse y recibir un consejo bueno del padre Fortunato.
Murió en Falvaterra, 28 de diciembre de 1905.

## Venerable
Fue declarado Venerable por Juan Pablo II en 11 de julio de 1992 .